# Campeonato Paraense de Futebol de 2023 - Série B2
O Campeonato Paraense de Futebol de 2023 - Série B2 foi a 1ª edição deste torneio realizado pela Federação Paraense de Futebol. A competição foi disputada por 6 equipes, entre 10 de junho até 6 de julho.

## Regulamento
A competição iniciaria no dia 3 de junho, porém foi adiado, devido à "alguns fatores logísticos envolvendo outras competições que estão acontecendo simultaneamente".
O campeão além do vice-campeão garantirá uma vaga na segunda divisão estadual do mesmo ano.

### Primeira fase
Na primeira fase, as 6 equipes jogarão entre si, e jogarão 6 partidas, sendo 3 como mandante, e 3 como visitante. Ao final dessa fase, as duas primeiras equipes colocadas se classificarão para a Final e garantirá o acesso para a Série B1 de 2023.

### Final
Na final, as 2 equipes classificadas farão um único confronto, com o mando de campo definido pela FPF. O clube vencedor do confronto será declarado o campeão da competição, enquanto o perdedor será declarado vice campeão.

### Critérios de desempate
Em caso de empate de pontos entre dois ou mais clubes, os critérios de desempates devem ser aplicados na seguinte ordem:
1. Maior número de vitórias;
2. Maior saldo de gols;
3. Maior número de gols conquistados;
4. Confronto direto;[a]
5. Menor número de cartões vermelhos;
6. Menor número de cartões amarelos;
7. Sorteio.

## Equipes participantes
A competição contaria com a participação do Altamira, porém, o clube desistiu da competição.
| Baixa | Equipes rebaixadas da Série B de 2022 |

| Equipe      | Cidade     | Campanha em 2022 | Estádio          |
| Belenense   | Belém      | 23º lugar        | CEJU             |
| Paraense    | Marituba   | 20° lugar        | CEJU             |
| Pedreira    | Belém      | 22º lugar        | São Sebastião    |
| Pinheirense | Belém      | 19° lugar        | Abelardo Conduru |
| FC Pará     | Belém      | Estreante        | CEJU             |
| Vênus       | Abaetetuba | 21º lugar        | Humberto Parente |

## Primeira fase
| Pos | Equipe      | Pts | J | V | E | D | GP | GC | SG | Classificado                                |
| --- | ----------- | --- | - | - | - | - | -- | -- | -- | ------------------------------------------- |
| 1   | Paraense    | 11  | 5 | 3 | 2 | 0 | 7  | 3  | +4 | Fase final e Promoção para Série B1 de 2023 |
| 2   | Pinheirense | 9   | 5 | 3 | 0 | 2 | 7  | 6  | +1 | Fase final e Promoção para Série B1 de 2023 |
| 3   | Vênus       | 8   | 5 | 2 | 2 | 1 | 6  | 3  | +3 |                                             |
| 4   | FC Pará     | 7   | 5 | 2 | 1 | 2 | 8  | 6  | +2 |                                             |
| 5   | Belenense   | 4   | 5 | 1 | 1 | 3 | 4  | 7  | −3 |                                             |
| 6   | Pedreira    | 2   | 5 | 0 | 2 | 3 | 6  | 13 | −7 |                                             |

### Confrontos
|             | BLN | PAR | PED | PNH | TES | VEN |
| ----------- | --- | --- | --- | --- | --- | --- |
| Belenense   | —   |     | 2–2 |     | 1–2 | 1–0 |
| Paraense    | 2–0 | —   |     |     |     | 0–0 |
| Pedreira    |     | 1–1 | —   | 3–4 |     |     |
| Pinheirense | 1–0 | 1–2 |     | —   | 1–0 |     |
| Tesla       |     | 1–2 | 3–0 |     | —   |     |
| Vênus       |     |     | 3–0 | 1–0 | 2–2 | —   |

     Vitória do mandante
     Vitória do visitante
     Empate

## Fase final

### Final
| 6 de julho | Paraense | 0 – 0     | Pinheirense | Souza, Belém                                 |
| 09:30      |          | Relatório |             | Árbitro: PA Murilo Augusto Amoras de Almeida |

|                                                        |       | Penalidades                                                   |  |
| Laurin Pacote Heleno Elton Bibito Fernando Breno Nunes | 4 – 5 | Jhone Tiago Miranda Wesley Vini Moisés Gabriel Bruno Trindade |  |

## Premiação
| Campeonato Paraense de 2023 - Série B2 |
| -------------------------------------- |
| Pinheirense Campeão (1.º título)       |